# Львівська обласна рада IV демократичного скликання
Львівська обласна рада народних депутатів IV демократичного скликання — представничий орган Львівської області у 2002—2006 роках.
Нижче наведено список депутатів Львівської обласної ради народних депутатів IV демократичного скликання, обраних 31 березня 2002 року в загальних округах. Всього до Львівської обласної ради IV демократичного скликання було обрано 81 депутата.
| Прізвище, ім'я, по-батькові       | Місто чи район         | Виборчий округ | Партійність                                           | Посада | Примітки |
| --------------------------------- | ---------------------- | -------------- | ----------------------------------------------------- | --- | -------- |
| Баброцяк Ігор Павлович            | місто Трускавець       | № 6            | позапартійний                                         | заступник міського голови міста Трускавця                                                                 |          |
| Байса Віра Іванівна               | місто Дрогобич         | № 3            | член Народного Руху України                           | перекладач                                                                                                |          |
| Баран Василь Степанович           | Перемишлянський район  | № 18           | позапартійний                                         | голова правління ЗАТ «Мрія»                                                                               |          |
| Барбара Михайло Михайлович        | Яворівський район      | № 27           | Українська республіканська партія                     | вчитель правознавства Новояворівського ліцею                                                              |          |
| Биць Анатолій Антонович           | Бродівський район      | № 8            | член Аграрної партії України                          | голова правління ВАТ "Бродівський завод сухого знежиреного молока"                                        |          |
| Брегін Михайло Григорович         | Пустомитівський район  | № 19           | член Народно-демократичної партії                     | начальник головного управління освіти і науки Львівської обласної державної адміністрації                 |          |
| Буба Євген Іванович               | Мостиський район       | № 17           | позапартійний                                         | директор МП «Руно»                                                                                        |          |
| Ваврин Михайло Васильович         | місто Дрогобич         | № 3            | позапартійний                                         | начальник училища професійної підготовки працівників міліції УМВСУ у Львівській області                   |          |
| Ванівський Михайло Михайлович     | Самбірський район      | № 21           | член Аграрної партії України                          | голова правління Львівської облспоживспілки                                                               |          |
| Василишин Михайло Миколайович     | місто Стрий            | № 5            | позапартійний                                         | завідувач кардіологічного відділу Стрийської центральної районної лікарні                                 |          |
| Веклюк Олег Йосипович             | місто Борислав         | № 2            | позапартійний                                         | начальник НГВУ «Бориславнафтогаз» ВАТ «Укрнафта»                                                          |          |
| Вовк Михайло Федорович            | Буський район          | № 9            | член Конгресу українських націоналістів               | провідний спеціаліст Львівського обласного управління земельних ресурсів                                  |          |
| Гадзало Ярослав Михайлович        | Городоцький район      | № 10           | член Аграрної партії України                          | 1-й заступник голови Державного комітету України по водному господарству                                  |          |
| Гайдучок Роман Михайлович         | Сокальський район      | № 23           | член партії «Реформи і порядок»                       | директор ТзОВ «Галфермер» села Бутини Сокальського району                                                 |          |
| Гичка Михайло Михайлович          | Старосамбірський район | № 24           | позапартійний                                         | директор ТзОВ «Госпрозрахункове відділення Львівського обласного діагностичного центру»                   |          |
| Грищенко Олександр Павлович       | місто Трускавець       | № 6            | позапартійний                                         | заступник міського голови міста Трускавця                                                                 |          |
| Давидович Микола Іванович         | Миколаївський район    | № 16           | позапартійний                                         | начальник управління АТ «Проммонтаж СУ-27»                                                                |          |
| Данилишин Анатолій Антонович      | Перемишлянський район  | № 18           | позапартійний                                         | заступник голови Львівської обласної державної адміністрації                                              |          |
| Данькевич Степан Михайлович       | Радехівський район     | № 20           | член Аграрної партії України                          | директор Радехівського держлісгоспу                                                                       |          |
| Дейнека Анатолій Михайлович       | Сколівський район      | № 22           | член Аграрної партії України                          | генеральний директор ДЛГО «Львівліс»                                                                      |          |
| Держко Ігор Зеновійович           | місто Львів            | № 1            | член Народного Руху України                           | заступник голови Львівської обласної державної адміністрації                                              |          |
| Дзюдзь Михайло Семенович          | Турківський район      | № 26           | позапартійний                                         | начальник управління Державної служби охорони при УМВСУ у Львівській області                              |          |
| Дідусь Роман Іванович             | Кам'янка-Бузький район | № 15           | член Конгресу українських націоналістів               | старший інженер ГПУ «Львівгазвидобування»                                                                 |          |
| Довба Микола Олексійович          | Яворівський район      | № 27           | позапартійний                                         | начальник Державної податкової інспекції у Яворівському районі                                            |          |
| Дубас Богдан Йосипович            | місто Самбір           | № 4            | позапартійний                                         | директор першої філії Акціонерного товариства «Західно-Український комерційний банк» (АТ ЗУКБ)            |          |
| Дудич Роман Іванович              | Миколаївський район    | № 16           | член Аграрної партії України                          | директор Львівського ліспаркгоспу (держлісгоспу)                                                          |          |
| Дума Ігор Михайлович              | Турківський район      | № 26           | член Народно-демократичної партії                     | начальник Львівського обласного автотранспортного управління                                              |          |
| Завійський Леонід Михайлович      | Самбірський район      | № 21           | позапартійний                                         | директор Самбірського державного підприємства дорожнього сервісу                                          |          |
| Іваночко Костянтин Миколайович    | місто Дрогобич         | № 3            | член Конгресу українських націоналістів               | заступник міського голови міста Дрогобича                                                                 |          |
| Ільницький Михайло Михайлович     | Турківський район      | № 26           | член Аграрної партії України                          | директор Боринського державного селекційного лісгоспу Турківського району                                 |          |
| Канівець Олег Леонідович          | Стрийський район       | № 25           | член партії «Реформи і порядок»                       | заступник генерального директора з питань розвитку підприємництва ВАТ «Радехівський цукровий завод»       |          |
| Карпа Ігор Володимирович          | Золочівський район     | № 14           | член Народного Руху України                           | завідувач діагностичного відділу Золочівської центральної районної лікарні                                |          |
| Карпінський Зіновій Євстахійович  | місто Стрий            | № 5            | позапартійний                                         | генеральний директор ТзОВ «Екран»                                                                         |          |
| Катерина Володимир Васильович     | місто Червонград       | № 7            | член Українського Народного Руху                      | начальник відділу виконавчої дирекції Фонду соціального страхування від нещасних випадків на виробництві  |          |
| Кисельов Володимир Миколайович    | Сокальський район      | № 23           | позапартійний                                         | головний інженер Львівської залізниці                                                                     |          |
| Ковтало Василь Володимирович      | Кам'янка-Бузький район | № 15           | член Народного Руху України                           | начальник Кам'янка-Бузького районного відділу освіти                                                      |          |
| Кожушко Михайло Миколайович       | Бузький район          | № 9            | член Аграрної партії України                          | голова Бузької районної державної адміністрації                                                           |          |
| Козак Тарас Романович             | Жовківський район      | № 13           | член Соціал-демократичної партії України (об’єднаної) | 1-й заступник голови Державної податкової адміністрації у Львівській області                              |          |
| Комар Петро Панасович             | Жовківський район      | № 13           | член Аграрної партії України                          | голова Жовківської районної державної адміністрації                                                       |          |
| Коржинський Ярослав Васильович    | Городоцький район      | № 10           | член Народного Руху України                           | начальник управління праці та соціального захисту населення Городоцької районної державної адміністрації  |          |
| Кривко Борис Степанович           | місто Трускавець       | № 6            | позапартійний                                         | головний лікар Львівської обласної клінічної лікарні                                                      |          |
| Криштопа Микола Григорович        | місто Червонград       | № 7            | позапартійний                                         | директор ДВАТ «Шахта «Надія» ДХК «Львіввугілля»                                                           |          |
| Круць Василь Олексійович          | Стрийський район       | № 25           | позапартійний                                         | головний лікар Стрийської центральної районної лікарні                                                    |          |
| Кунда Василь Михайлович           | Перемишлянський район  | № 18           | член Аграрної партії України                          | директор Бібрського держлісгоспу                                                                          |          |
| Куп'як Іван Петрович              | Мостиський район       | № 17           | позапартійний                                         | генеральний директор ТзОВ «Галичина» у місті Мостиська                                                    |          |
| Курило Ярослав Володимирович      | Старосамбірський район | № 24           | позапартійний                                         | начальник дочірньої компанії «Укргазвидобування»                                                          |          |
| Лемішко Олександр Богданович      | Пустомитівський район  | № 19           | член Народного Руху України                           | лікар-кардіохірург Львівської обласної клінічної лікарні                                                  |          |
| Маїк Степан Іванович              | Сколівський район      | № 22           | позапартійний                                         | начальник адміністрації автомобільних доріг у Львівській області                                          |          |
| Максим Ярослав Васильович         | Буський район          | № 9            | член Аграрної партії України                          | директор Буського держлісгоспу                                                                            |          |
| Медведчук Сергій Володимирович    | Городоцький район      | № 10           | член Аграрної партії України                          | голова Державної податкової адміністрації у Львівській області                                            |          |
| Мельник Дмитро Стефанович         | Стрийський район       | № 25           | позапартійний                                         | директор Львівської дирекції ВАТ «Укртелеком»                                                             |          |
| Михайлюк Микола Миколайович       | Жидачівський район     | № 12           | позапартійний                                         | начальник Жидачівських районних електричних мереж                                                         |          |
| Ортинський Володимир Львович      | Дрогобицький район     | № 11           | позапартійний                                         | начальник Управління Міеістерства внутрішніх справ України у Львівській області                           |          |
| Охріменко Леонід Володимирович    | Самбірський район      | № 21           | позапартійний                                         | завідувач відділу освіти Самбірської районної державної адміністрації                                     |          |
| Павелко Євген Михайлович          | Старосамбірський район | № 24           | позапартійний                                         | головний лікар Старосамбірської центральної районної лікарні                                              |          |
| Пазиняк Василь Степанович         | Яворівський район      | № 27           | позапартійний                                         | асистент кафедри дитячої хірургії Львівського державного медичного університету імені Данила Галицького   |          |
| Панькевич Олег Ігорович           | Бродівський район      | № 8            | член Соціал-національної партії України               | директор Бродівського історико-краєзнавчого музею                                                         |          |
| Папка Любов Дмитрівна             | місто Борислав         | № 2            | член Конгресу українських націоналістів               | начальник Бориславського міського управління Пенсійного фонду                                             |          |
| Парубій Андрій Володимирович      | Радехівський район     | № 20           | член Соціал-національної партії України               | голова Львівської обласної організації Соціал-національної партії України, редактор журналу «Орієнтири»   |          |
| Романів Василь Михайлович         | Сколівський район      | № 22           | член Аграрної партії України                          | голова Сколівської районної державної адміністрації                                                       |          |
| Сало Олег Михайлович              | Жовківський район      | № 13           | позапартійний                                         | начальник управління Державної автомобільної інспекції (ДАІ) УМВСУ у Львівській області                   |          |
| Сендак Михайло Дмитрович          | Дрогобицький район     | № 11           | позапартійний                                         | директор ВАТ «Дрогобицьке автотранспортне підприємство (АТП) – 14607»                                     |          |
| Сколоздра Роман Васильович        | Миколаївський район    | № 16           | член Народного Руху України                           | директор Крупської неповної середньої школи Миколаївського району                                         |          |
| Сторчило Олексій Олександрович    | Дрогобицький район     | № 11           | член Соціал-демократичної партії України (об’єднаної) | начальник Дрогобицької об’єднаної державної податкової інспекції                                          |          |
| Тимощук Віктор Степанович         | Радехівський район     | № 20           | позапартійний                                         | директор Лопатинського державного спиртзаводу                                                             |          |
| Титикало Михайло Федорович        | Жидачівський район     | № 12           | позапартійний                                         | директор ТзОВ «Дунапак-Україна»                                                                           |          |
| Турчин Богдан Данилович           | Мостиський район       | № 17           | член Народно-демократичної партії                     | президент асоціації підприємств «М-99»                                                                    |          |
| Федак Тарас Васильович            | місто Самбір           | № 4            | член Народно-демократичної партії                     | 1-й заступник голови Львівської обласної державної адміністрації                                          |          |
| Федина Ярослав Іванович           | Пустомитівський район  | № 19           | позапартійний                                         | головний лікар Пустомитівської центральної районної лікарні                                               |          |
| Федоришин Остап Васильович        | Жидачівський район     | № 12           | член Конгресу українських націоналістів               | директор Львівського естрадного театру «Не журись !»                                                      |          |
| Федорів Лариса Йосипівна          | місто Львів            | № 1            | член Українського Народного Руху                      | головний редактор видавництва «Червона калина»                                                            |          |
| Христинич Марія Іванівна          | Сокальський район      | № 23           | позапартійна                                          | начальник відділу культури Сокальської районної державної адміністрації                                   |          |
| Чемерис Михайло Іванович          | місто Червонград       | № 7            | позапартійний                                         | голова правління ВАТ «Калина» у місті Червонограді                                                        |          |
| Чорновіл Андрій В'ячеславович     | місто Львів            | № 1            | позапартійний                                         | асистент кафедри інфекційних хвороб Львівського державного медичного університету імені Данила Галицького |          |
| Шевців Михайло Степанович         | Бродівський район      | № 8            | позапартійний                                         | голова правління ВАТ «Львівгаз»                                                                           |          |
| Шептицький Зеновій Стахович       | Золочівський район     | № 14           | позапартійний                                         | начальник Золочівського газового управління ВАТ «Львівгаз»                                                |          |
| Шмігельський Володимир Васильович | місто Борислав         | № 2            | позапартійний                                         | директор комунального підприємства «Бориславводоканал»                                                    |          |
| Юрків Галина Михайлівна           | місто Стрий            | № 5            | член Українського Народного Руху                      | вчитель Стрийської середньої школи № 3                                                                    |          |
| Юрків Надія Ярославівна           | Золочівський район     | № 14           | член Соціал-демократичної партії України (об’єднаної) | начальник Золочівської міжрайонної державної податкової інспекції                                         |          |
| Янишин Ярослав Степанович         | Кам'янка-Бузький район | № 15           | член Аграрної партії України                          | голова Кам'янка-Бузької районної державної адміністрації                                                  |          |
| Ярема Ігор Іванович               | місто Самбір           | № 4            | член Аграрної партії України                          | директор Самбірського державного лісгоспу                                                                 |          |

30 квітня 2002 року відбулася 1-а сесія Львівської обласної ради народних депутатів IV-го демократичного скликання. Головою обласної ради обраний Сендак Михайло Дмитрович. Заступниками голови Львівської обласної ради обрані Держко Ігор Зеновійович, Федак Тарас Васильович і Парубій Андрій Володимирович (на громадських засадах).